# Radio Security Service
Radio Security Service (kurz R.S.S. oder RSS, deutsch etwa „Funksicherheitsdienst“) war im Zweiten Weltkrieg ein hauptsächlich durch Funkamateure gestützter britischer Militärnachrichtendienst. Hauptaufgabe war, den feindlichen, insbesondere den deutschen Funkverkehr abzufangen und aufzuzeichnen und damit die War Office Y Groups (W.O.Y.G.), also die Funkabhörstellen des britischen Kriegsministeriums, auch bezeichnet als Y Service (deutsch „Funkabhördienst“), zu unterstützen.

## Geschichte

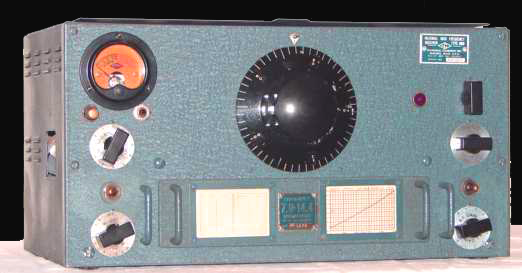
Nur wenige Funkamateure besaßen solch hochwertige Funkempfänger wie den HRO der National Radio Company. Stattdessen verwendeten sie zumeist einfache selbstgebaute Empfangsgeräte.

Als Organisation wurde der R.S.S. zu Beginn des Krieges, im Jahr 1939, gegründet. In seiner Funktion als Mitarbeiter des Directorate of Military Intelligence (DMI), bat Lord Sandhurst (1892–1964) den damaligen Präsidenten des Verbands der britischen Funkamateure (Radio Society of Great Britain RSGB), Arthur Watts, um Unterstützung durch die vielen Funkamateure im Lande.
Die neue Organisation wurde dem MI8, also der für Funkaufklärung zuständigen Abteilung des DMI zugeteilt. Leiter wurde der damalige Major und spätere Colonel (Oberst) J. P. G. Worlledge. Die bis zu 1500 freiwillig dienenden Funkamateure wurden als Voluntary Interceptors (V.I.), deutsch etwa „Freiwillige Abhörer“, bezeichnet. Sie trugen wesentlich zu den britischen Kriegsanstrengungen bei.
Ursprüngliches Ziel war, zur Ortung und Identifikation feindlicher, zumeist deutscher, Spione und Agenten beizutragen, die im Vereinigten Königreich operierten. Ferner empfingen die V.I.s. auch andere Funksendungen, beispielsweise von in der Nordsee oder im Nordatlantik operierenden deutschen U-Booten, und leiteten diese an die zuständigen militärischen Dienststellen weiter. Da die Funksprüche in der Regel mithilfe der Enigma-Maschine verschlüsselt worden waren, wurden sie zur Auswertung an die zentrale militärische Dienststelle Arkley View weitergeleitet. Von dort gelangten sie weiter nach Bletchley Park (B.P.), wo sie fast immer entziffert werden konnten. Den Codebreakers von B.P. waren die täglich hunderte von abgefangenen Funksprüchen eine wertvolle Hilfe beim Bruch des Enigma-verschlüsselten deutschen militärischen Nachrichtenverkehrs.
Im Mai 1941 gingen sowohl der MI8 als auch der ihm zugeordnete Radio Security Service R.S.S. in den Secret Intelligence Service MI6 auf. Die Aktivitäten des R.S.S. wurden erst 1979 öffentlich bekannt.